# Balinții Noi, Soroca
Balinții Noi este un sat din componența comunei Iarova din raionul Soroca, Republica Moldova.

## Demografie
Conform recensământului populației din 2004, în sat locuiau 38 de persoane: 34 de moldoveni/români și 4 ucraineni.